# 橙色擬隆頭魚
橙色擬隆頭魚，為輻鰭魚綱鱸形目隆頭魚亞目隆頭魚科的其中一種，分布於西南太平洋的澳洲、豪勳爵島、諾福克島等海域，棲息深度10-50公尺，體長可達17公分，生活習性不明，可作為觀賞魚。

## 擴展閱讀
維基物種上的相關：橙色擬隆頭魚